# Альфа-спектрометр

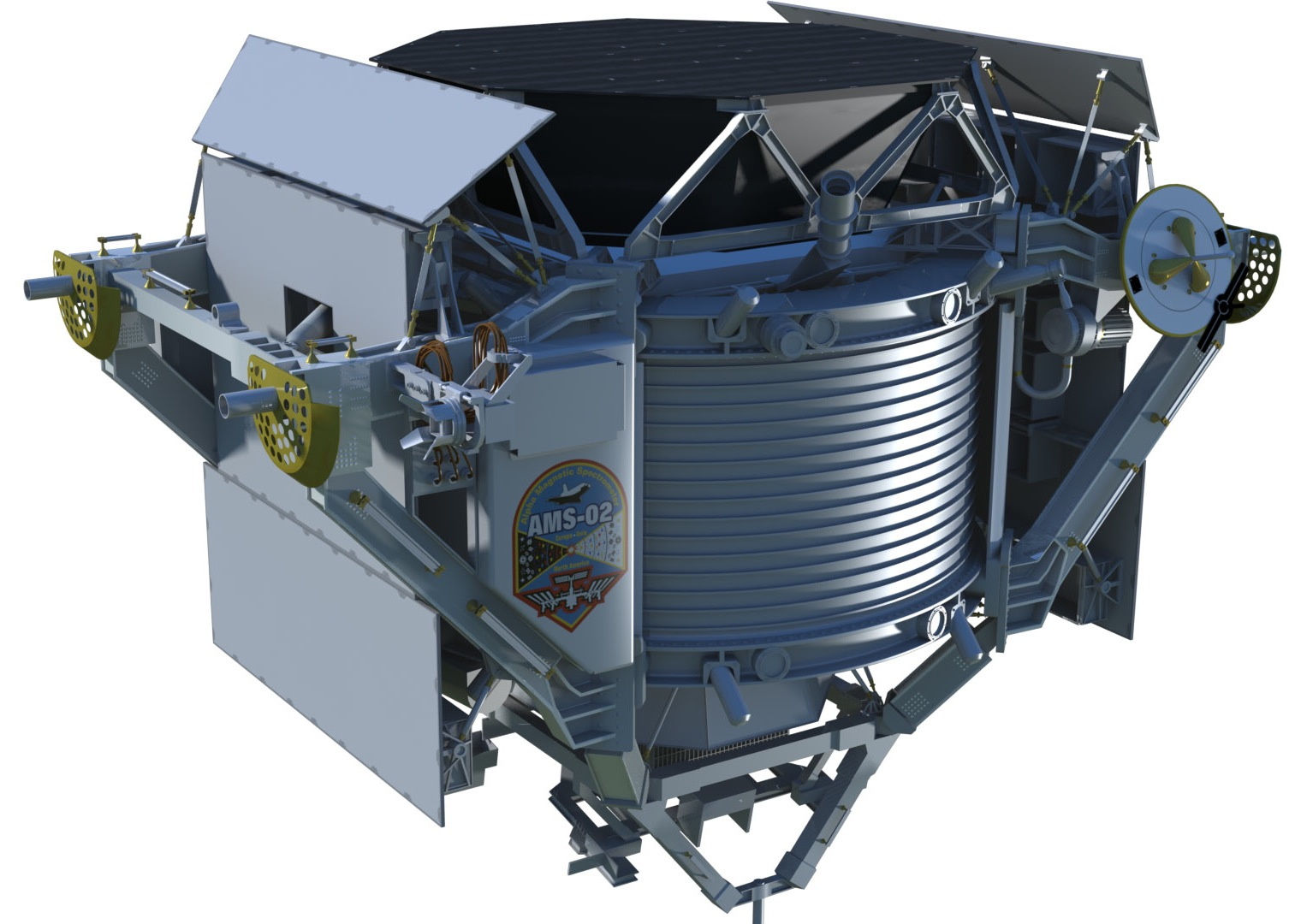
Комп'ютерна модель магнітного альфа-спектрометра AMS-02

А́льфа-спектро́метр (рос. альфа-спектрометр, англ. alpha spectrometer, нім. Alphaspektrometer) — спектрометр, прилад, за допомогою якого досліджують спектр альфа-частинок, що їх випромінюють радіоактивні ядра.